# Dimarella (Dimarella) garciai
Dimarella (Dimarella) garciai is een insect uit de familie van de mierenleeuwen (Myrmeleontidae), die tot de orde netvleugeligen (Neuroptera) behoort. 
Dimarella (Dimarella) garciai is voor het eerst wetenschappelijk beschreven door Navás in 1932.